# 思考圈
思考圈（Planning cycle），是一個管理學的計劃及處境之分析方法，名稱非由曾蔭權所發明，但是內容組件有所不同。

## 思考圈模式
1. 身處何地?
2. 原因何在?
3. 目標為何?
4. 如何達到?
5. 成功了嗎?
6. repeat!
7. 成功了！

## 相似管理學工具
- 可行性研究
- SWOT分析
- 風險分析（英语：Risk analysis (business)）

## 外部参考
- Donald Tsang's Planning Cycle
- Donald Tsang's Planning Cycle思考圈工作紙
- 管理學思考圈及其他的分析工具 （页面存档备份，存于）